# اپلتون، مین
اپلتون (به انگلیسی: Appleton) یک منطقهٔ مسکونی در ایالات متحده آمریکا است که در شهرستان ناکس، مین واقع شده‌است. اپلتون ۸۶٫۵۸ کیلومتر مربع مساحت و ۱٬۳۱۶ نفر جمعیت دارد و ۱۷۰ متر بالاتر از سطح دریا واقع شده‌است.